# 田子郵便局
田子郵便局
- （たごゆうびんきょく） - 静岡県賀茂郡西伊豆町にある郵便局。局番号は23084。
- （たっこゆうびんきょく） - 青森県三戸郡田子町にある郵便局。本記事にて記述する。

田子郵便局（たっこゆうびんきょく）は青森県三戸郡田子町にある郵便局である。民営化前の分類では集配特定郵便局であった。局番号は84036。

## 概要
住所：〒039-0299 青森県三戸郡田子町田子天神堂向137-2

## 沿革
- 1877年（明治10年）5月16日 - 田子郵便局（五等）として開設[1]。
- 1885年（明治18年）10月1日 - 貯金取扱を開始。
- 1890年（明治23年）4月1日 - 為替取扱を開始。
- 1973年（昭和48年）2月7日 - 電話交換業務を三戸電報電話局に移管[2]。
- 2007年（平成19年）3月5日 - ゆうゆう窓口（郵便時間外窓口）を廃止し、配達センター局に移行。
- 2007年（平成19年）10月1日 - 民営化に伴い、併設された郵便事業八戸西支店田子集配センターに一部業務を移管。
- 2012年（平成24年）10月1日 - 日本郵便株式会社発足に伴い、郵便事業八戸西支店田子集配センターを田子郵便局に統合。
- 2018年（平成30年）3月5日 - 陸奥上郷郵便局から集配業務を移管。

## 取扱内容
- 郵便、印紙、ゆうパック、内容証明
- 貯金、為替、振替、振込、国際送金、国債
- 生命保険、バイク自賠責保険
- ゆうちょ銀行ATM - 払込書による送金対応
- 三戸郡田子町内（〒039-02xx、039-03xx）の集配業務

## 周辺
- 田子町役場
- 田子町立図書館
- 田子町国保町立田子病院
- 国道104号

## アクセス
- 南部バス（田子線） サンモール田子停留所下車、徒歩約1分
- 駐車場あり：3台